# 卢恰诺·扎乌里
卢恰诺·扎乌里（義大利語：Luciano Zauri；發音：[luˈtʃaːno dˈdzauri]；1978年1月20日—）是一名意大利足球运动员，司职後衛, 中場，曾效力于佩斯卡拉，現為佩斯卡拉教練。

## 榮譽
拉素
- 意大利盃: 2003–04

## 外部連結
- FIGC National Team Statistic Archive（页面存档备份，存于）